# Ювенальные технологии
Ювенальные технологии — введённое в России понятие, обозначающее комплекс мер, нацеленных на реализацию и защиту прав, свобод и законных интересов несовершеннолетних, находящихся в конфликте с законом, и содействующих раскрытию их индивидуального потенциала для свободного развития в обществе и самостоятельного отказа от асоциального поведения.
Их внедрение осуществляется с учётом предписаний, содержащихся в Конвенции ООН о правах ребёнка 1989 года, в Минимальных стандартных правилах ООН (Пекинские правила 1985 года) и Эр-Риядских соглашениях 1990 года.
Считается, что ювенальная юстиция является частью ювенальных технологий.

## История
Впервые в России ювенальные технологии в судопроизводстве по делам несовершеннолетних применены в 1999 году в петербургских судах общей юрисдикции.
Термин «ювенальные технологии» введён в правовой оборот в 2008 году Верховным судом Российской Федерации.

## Разновидности
Выделяют следующие разновидности ювенальных технологий:
- институт комплексного ювенального суда[8];
- ювенальные прокуратура и адвокатура;
- агентства уполномоченных по правам ребёнка;
- инфраструктура социальных учреждений, институт социальных работников.

К ювенальным технологиям причисляют также:
- введение в качестве участника судебного процесса должности социального работника при суде[2][9][10];
- введение специализации судей по рассмотрению уголовных дел в отношении несовершеннолетних[11];
- взаимодействие суда с органами и службами системы профилактики безнадзорности и правонарушений несовершеннолетних[11];
- восстановительные технологии (восстановительное правосудие[1][9] — программы медиации), направленные на профилактику правонарушений и безнадзорности несовершеннолетних[12], и проведение примирительных процедур[2][11];
- детский телефон доверия[13];
- контроль суда на стадии исполнения судебного акта[10];
- непрерывное социальное сопровождение несовершеннолетних, попавших в сферу уголовного производства[1][14];
- ограничение гласности при судебном рассмотрении дел в отношении несовершеннолетних и обеспечение их прав на конфиденциальность[10][14][15];
- письмо суда[10];
- план защиты прав ребёнка[16] (предписания родителям комиссий по делам несовершеннолетних[17]);
- повышение квалификации судей и работников аппаратов судов, рассматривающих дела в отношении несовершеннолетних[10];
- систематизация сбора юридически значимой информации о несовершеннолетнем подсудимом[11] (Карта социального сопровождения);
- судебное решение, содержащее индивидуальный план реабилитации конкретного несовершеннолетнего[1][4][9][11][14];
- экономия уголовной репрессии[11] и оказание судом помощи несовершеннолетнему в реабилитации, предупреждении рецидива[2].

На неофициальном уровне выделяют также следующие технологии:
- возбуждение уголовных дел против родителей (как крайняя мера защиты прав несовершеннолетнего)[17].